# Пордим (община)
Община Пордим се намира в Северна България и е една от съставните общини на област Плевен.

## География

### Географско положение, граници, големина
Общината е разположена в югоизточната част на област Плевен. С площта си от 238,132 km2 е най-малката сред 11-те общините на областта, което съставлява 5,12% от територията на областта. Границите ѝ са следните:
- на запад и северозапад – община Плевен;
- на изток – община Левски;
- на югоизток – община Летница, област Ловеч;
- на юг – община Ловеч, област Ловеч.

### Релеф
Преобладаващият релеф на общината е равнинен и слабо хълмист. Територията ѝ е разположена в южната част на Средна Дунавска равнина, като надморската ѝ височина варира от 42 m в коритото на река Осъм, северно от село Тотлебен до 316,9 m – Средния връх (Мачугански геран), разположен на 1,3 km западно от село Згалево, на границата с община Плевен. Западните части на общината са заети от най-източните разклонения на Плевенските височини, където се намира и най-високата ѝ точка. Останалата част е равнинна с преобладаваща надморска височина от 50 до 200 m, като общият наклон е от запад на изток.

### Води
Като се изключи участъкът от около 2 km от долното течение на река Осъм, минаващ през землището на село Тотлебен, основна водна артерия на общината е река Шаварна (30 km, ляв приток на Осъм), която протича през нея от запад на изток. Неин основен приток е Пордимска река (ляв), вливащ се в нея североизточно от село Каменец.
В община Пордим са изградени няколко микроязовира, водите на които се използват основно за напояване на обширните земеделски земи, като най-голям от тях е язовир „Каменец“, на река Шаварна и притокът ѝ Пордимска река, разположен североизточно от село Каменец. Други по-големи микроязовири са: Одърне 2, Згалево 2, Пордим 1 и 2, Тотлебен и др.

### Климат
Климата е умерено континентален и сравнително сух. Зимата е особено студена. Средните температури през месец януари се движат от -5ºС до -1ºС, съобразно надморската височина. Броят на дните със средна температура под нулата за трите зимни месеца е около 50 – 60. Зимните валежи са предимно от сняг 70 – 90% от общото количество на валежите. Снежната покривка е устойчива поради ниските температури и обилните снеговалежи. Пролетта е топла, а лятото изключително горещо поради равнинния характер на територията. Средните температури през най-горещия месец се движат между 30 – 35ºС. Есенните студени дни настъпват към средата на месец октомври.

## Население

### Етнически състав (2011)
Численост и дял на етническите групи според преброяването на населението през 2011 г.:
|                     | Численост | Дял (в %) |
| Общо                | 6426      | 100,00    |
| Българи             | 5452      | 84,84     |
| Турци               | 377       | 5,87      |
| Цигани              | 69        | 1,07      |
| Други               | 3         | 0,05      |
| Не се самоопределят | 41        | 0,64      |
| Неотговорили        | 484       | 7,53      |

### Населени места
Общината има 8 населени места с общо население 4892 жители (към 7 септември 2021).
| Населено място | Население (2021 г.) | Площ на землището km2 | Забележка (старо име) | Населено място | Население (2021 г.) | Площ на землището km2 | Забележка (старо име)           |
| -------------- | ------------------- | --------------------- | --------------------- | -------------- | ------------------- | --------------------- | ------------------------------- |
| Борислав       | 136                 | 11,728                | Смърдехча             | Катерица       | 70                  | 7,079                 |                                 |
| Вълчитрън      | 848                 | 53,807                |                       | Одърне         | 628                 | 26,304                |                                 |
| Згалево        | 561                 | 29,069                | Згальовец             | Пордим         | 1598                | 47,231                |                                 |
| Каменец        | 640                 | 30,286                |                       | Тотлебен       | 411                 | 32,628                | Български Караагач              |
|                |                     |                       |                       | ОБЩО           | 4892                | 238,132               | няма населени места без землища |

## Административно-териториални промени
- Указ № 237/обн. 12.09.1919 г. – преименува с. Смърдехча на с. Борислав;
- МЗ № 2820/обн. 14.08.1934 г. – преименува с. Български Караагач на с. Тотлебен;
- МЗ № 3173/обн. 16.06.1947 г. – преименува с. Згальовец на с. Згалево;
- Указ № 1866/обн. 13 януари 1978 г. – признава с. Пордим за гр. Пордим.

## Транспорт
През територията на общината, от запад на изток преминава участък от 23,2 km от трасето на жп линията София – Горна Оряховица – Варна.
През общината преминават частично 3 пътя от Републиканската пътна мрежа на България с обща дължина 52,2 km:
- участък от 14,7 km от Републикански път I-3 (от km 59,6 до km 74,3);
- участък от 12,4 km от Републикански път III-3402 (от km 14 до km 26,4);
- участък от 25,1 km от Републикански път III-3501 (от km 5,7 до km 30,8).

## Топографска карта
- Лист от карта K-35-14. Мащаб: 1 : 100 000.
- Лист от карта K-35-15. Мащаб: 1 : 100 000.
- Лист от карта K-35-26. Мащаб: 1 : 100 000.